# Puchar Konfederacji w futsalu
Puchar Konfederacji w futsalu jest międzynarodowym turniejem futsalowym organizowanym przez FIFA. W pierwszej edycji w 2009 r. udział wzięło pięć reprezentacji (zaproszonych zostało sześć, lecz jedna się wycofała).

## Rezultaty
| 2009 Szczegóły | Libia    | Iran | Urugwaj | Libia | Gwatemala |
| 2013 Szczegóły | Kolumbia |      |         |       |           |